# 沃洛沃 (图拉州)
沃洛沃（羅馬化：Volovo）是俄罗斯图拉州的工人村（市级镇）、沃洛沃区行政中心，地处图拉州东南部，在州府图拉东南方。设有同名铁路车站，连接奥热列利耶与叶列茨。顿河公路经过该地。
该地2021年人口有3,560人；2010年人口3,853；2002年人口4,208；1989年人口4,331。